# Odensevej (Faaborg)
Odensevej er en fortsættelse af Sundvejen som går øst om Faaborg. Vejen  er en del af primærrute 44 der går imellem Svendborg og Faaborg.
Omfartsvejen blev lavet for at få den tunge trafik uden om Faaborg Centrum, så byen ikke blev belastet af for meget tung trafik.
Vejen forbinder Nyborgvej i nord med Sundvejen i syd, og har forbindelse til Nyborgvej, Odensevej  og Johan Rantzaus Vej.